# نوردهایم فور در رهون
نوردهایم فور در رهون (به آلمانی: Nordheim vor der Rhön) یک شهر در آلمان است که در رن-گرابفلد واقع شده‌است.